# Antonie Brentano
Antonie Brentano (Viena, 28 de mayo de 1780 – Fráncfort, 12 de mayo de 1869), cuyo nombre completo de nacimiento era Johanna Antonie Josefa Edle von Birkenstock, conocida como Toni, era una filántropa, coleccionista de arte y amiga cercana del compositor Ludwig van Beethoven, siendo dedicataria de su obra, las variaciones Diabelli.

## Vida
Antonie nació en Viena en 1780. Era la hija de Johann Melchior Edler von Birkenstock (1738–1809) y Carolina Josefa von Heno (1755-1788), la hermana del Reformbischofs de Königgrätz Jan Leopold Ritter von Heno (1735–1794). Antonie tenía tres hermanos, dos de ellos murieron durante su infancia:
- Hugo Konrad Gottfried von Birkenstock (15 de diciembre de 1778 en Viena – 10 de abril de 1825 en Ybbs an der Donau), K-k. Lugarteniente en el Infantería de Weydenfeld.
- Konstantin Viktor von Birkenstock (nació y murió en 1782 en Fráncfort).
- Johann Eduard Valentin von Birkenstock (nació y murió 1784 en Fráncfort).

Su padre era un diplomático austriaco asesor imperial de la emperatriz María Teresa y del emperador reformista José II, reformista educativo y coleccionista de arte. A través de su mujer, era cuñado de Joseph von Sonnenfels, el dedicatario de la Sonata para piano n.° 15 en re mayor Op. 28 (1802) de Beethoven. 
Desde 1782 hasta aproximadamente 1784, la familia Birkenstock vivió en Fráncfort del Meno, donde los hermanos Konstantin Viktor y Johann Eduard von Birkenstock de Antonie nacieron y murieron en la infancia. Es posible que Johann Melchior von Birkenstock conociera a la familia Brentano en este momento. En Viena la familia vivía en una mansión de cuarenta habitaciones en el céntrico distrito Landstraße de la ciudad, ubicado en Erdberggasse n.º 98 (hoy, Erdbergstraße 19), que albergaba una gran biblioteca y la considerable colección de arte de Birkenstock.
Diez días después de su octavo cumpleaños, Antonie perdió a su madre en una epidemia y fue enviada a la escuela en el convento de ursulinas en Pressburg.

### Matrimonio e hijos
En septiembre de 1797, el próspero comerciante de Frankfurt Franz Brentano (1765-1844), el medio hermano de los autores Clemens Brentano (1778-1842) y Bettina von Arnim (1785-1859), envió a su media hermana, Sophie Brentano (1776-1800). ), y su madrastra Friederike Brentano née von Rottenhof (1771-1817) a Viena para encontrarse con Antonie. Franz se había encontrado brevemente con Antonie a fines de 1796 o principios de 1797. Después de una larga negociación con el padre de Antonie, Franz y Antonie se casaron el 23 de julio de 1798 en la Catedral de San Esteban en Viena. Ocho días después de la boda, la pareja partió de Viena hacia Fráncfort. Antonie y Franz tuvieron seis hijos:
- Mathilde (3 de julio de 1799 en Fráncfort - 5 de abril de 1800).
- Georg Franz Melchior (13 de enero de 1801 en Fráncfort - 1 de marzo de 1853), casado el 5 de enero de 1835 con Lilla Pfeifer (1813-1868).
- Maximiliane Euphrosine Kunigunde (8 de noviembre de 1802 en Fráncfort - 1 de septiembre de 1861, Brunnen, Suiza), el 30 de diciembre de 1825 se casó con Friedrich Landolin Karl von Blittersdorf (1792-1861). Beethoven compuso para ella el Trío para piano, violín y violonchelo WoO 39. Beethoven nunca envió esta pieza para su publicación, tal vez porque era demasiado informal en su naturaleza. Lo escribió para su estudiante de piano de 10 años, Maxe Brentano, y colocó una nota que decía: «Viena, 26 de junio de 1812. para que mi pequeña amiga Maxe Brentano se anime con su interpretación al piano.»[1]
- Josefa Ludovica (29 de junio de 1804 en Fráncfort - 2 de febrero de 1875), el 28 de mayo de 1832 se casó con Anton Theodor Brentano-Tozza (1809-1895).
- Franziska Elisabeth, conocida como Fanny (26 de junio de 1806 en Fráncfort - 16 de octubre de 1837), en 1836 se casó con Johann Baptist Josef Reuss.
- Karl Josef (8 de marzo de 1813 en Fráncfort - 18 de mayo de 1850).

### Años en Viena
En agosto de 1809, Antonie regresó a Viena para cuidar a su padre enfermo, que murió el 30 de octubre de 1809. Después de su muerte, Antonie permaneció en Viena durante tres años para resolver la colección de arte de su padre y supervisar su venta. Franz Brentano estableció una sucursal de su negocio en Viena y se unió a su esposa allí. Bettina von Arnim, en su novela epistolar La correspondencia de Goethe con un niño, describe la colección de Birkenstock de la siguiente manera:

«Estoy muy contento con la vieja torre, desde donde veo todo el Prater: árboles en árboles de aspecto majestuoso, céspedes verdes encantadores. Aquí vivo en la casa del difunto Birkenstock, en medio de dos mil grabados, tantos dibujos, cientos de urnas antiguas y lámparas etrurianas, jarrones de mármol, restos antiguos de manos y pies, cuadros, vestidos chinos, monedas, colecciones de minerales, insectos marinos, telescopios, innumerables mapas, planos de antiguos reinos y ciudades enterradas, bastones hábilmente tallados, documentos valiosos y, por último, la espada del emperador Carolus. Todos estos nos rodean de una alegre confusión, y están a punto de ponerse en orden, por lo que no hay nada que tocar o entender, y con el callejón de castaños en plena floración, y el apresurado Danubio, que nos lleva a sus espaldas, No hay perdurar la Galería de Arte.»

La familia Brentano conoció a Beethoven y Goethe en este momento, en 1810 y 1812 respectivamente. Beethoven posteriormente se convirtió en un amigo cercano de la familia y un visitante habitual de la casa de Brentano mientras la familia todavía estaba en Viena. Más tarde dedicó a Antonie una de sus obras más exitosas, las Variaciones Diabelli, y dos más, incluida su Sonata para piano n.º 30, a su hija Maximiliane.

### Candidatura a amada inmortal
El psicólogo estadounidense Maynard Solomon, en su biografía de Beethoven en 1977, expuso numerosos argumentos a favor de Antonie Brentano como destinataria de la carta a la "amada inmortal" de Beethoven, enumerando los hechos conocidos que respaldan su creencia de que Brentano y Beethoven se habían involucrado íntimamente durante el verano de 1812. A pesar del éxito en llevar a muchos estudiosos de Beethoven a aceptar su hipótesis como un hecho, Solomon escribió, "claramente, no hay posibilidad de certeza absoluta aquí, y el investigador no debe excluir incluso las posibilidades más remotas". Dejando abierta la posibilidad de que surja evidencia contradictoria en el futuro, Solomon, refutado por algunos académicos y aún apoyado por otros, sostiene que después de 42 años de investigación interviniente, el candidato más probable para la amada inmortal de Beethoven sigue siendo Antonie Brentano. Sus detractores se contentan con señalar que Antonie no solo estaba casada sino que probablemente estaba embarazada en el momento del supuesto encuentro de Karlsbad en 1812, y Beethoven, por su propia admisión, fiel amigo de ella, de sus hijos y de su esposo, era un hombre completamente honorable.

### Trabajo benéfico
Después de que los Brentano regresaron de Viena, Franz fue elegido senador de Fráncfort (1816). Antonie era conocida como "la madre de los pobres" por su trabajo en la recaudación de fondos para los ciudadanos pobres y marginados de Fráncfort. Ella fundó y dirigió varias organizaciones benéficas. Antonie también fue una de las figuras culturales más importantes de Fráncfort y ayudó a establecer una sociedad de salón allí. Los Brentano recibieron la visita de personajes notables como Goethe y los hermanos Grimm en su casa de Fráncfort y en su casa de verano, Winkel, cerca de Rheingau.